# North Benfleet
North Benfleet är en ort i civil parish Bowers Gifford and North Benfleet, i distriktet Basildon i grevskapet Essex i England. Orten är belägen 5 km från Basildon. Parish hade 560 invånare år 1931. År 1937 blev den en del av den då nybildade Billericay.